# 元电影
和后设小说使用的手法相似，元电影（Metacinema）是一种在电影制作过程中呈现电影制作故事的电影类型。
这种类型的电影包括：
- 《偷窥狂》（麦可·鲍尔, 1960）
- 《8½》（费德里柯·费里尼, 1963）
- 《蔑视》（尚卢·高达, 1963）
- 《日以作夜》（法兰索瓦·杜鲁福, 1973）
- 《圣山》（亚历桑德罗·佐杜洛夫斯基, 1973）
- 《恐怖分子》（楊德昌，1986）
- 《猛鬼街》（韦斯·克雷文, 1994）
- 《开麦拉狂想曲》（汤姆·迪西罗, 1995）
- 《惊爆银河系》（迪恩·派瑞萨特, 1999）
- 《惊声尖叫3》（韦斯·克雷文, 2000）
- 《穆赫兰大道》（大卫·林奇, 2001）
- 《改编剧本》（斯派克·琼斯, 2002）
- 《一个荒诞的故事》（迈克尔·温特伯顿, 2006）
- 《与犹大同行》（J.J. Lask, 2007）
- 《纽约提喻法》（查理·卡夫曼, 2008）
- 《开麦拉惊魂》（班·史提勒, 2008）